# Eulocastra
Eulocastra é um gênero de traça pertencente à família Arctiidae.